# Rogulje (Pakrac)
Rogulje su naselje u Republici Hrvatskoj u Požeško-slavonskoj županiji, u sastavu grada Pakraca.

## Zemljopis
Rogulje se nalaze istočno od Pakraca, na sjevernim obroncima Psunja.

## Stanovništvo
Prema popisu stanovništva iz 2011. godine Rogulje su imale 3 stanovnika.
| broj stanovnika | 150   | 152   | 128   | 152   | 180   | 268   | 254   | 287   | 239   | 250   | 216   | 130   | 81    | 61    | 12    | 3     | 3     |
|                 | 1857. | 1869. | 1880. | 1890. | 1900. | 1910. | 1921. | 1931. | 1948. | 1953. | 1961. | 1971. | 1981. | 1991. | 2001. | 2011. | 2021. |